# Dysk wirtualny
Dysk wirtualny – określenie zasobów pamięci masowej w komputerze niedostępnych bezpośrednio w systemie, lecz udostępnionych przez specjalny program w taki sposób, jakby były fizycznie obecne.
Zazwyczaj, jako dyski wirtualne, podłącza się w systemie obraz CD lub DVD (np. w formacie ISO lub .nra).

## Zastosowanie
- maszyna wirtualna
- Internetowe dyski – dane przechowywane w chmurze obliczeniowej
- Ramdysk
- subst